# Pseudaleurolobus jaboticabae
Pseudaleurolobus jaboticabae is een halfvleugelig insect uit de familie witte vliegen (Aleyrodidae), onderfamilie Aleyrodinae.
De wetenschappelijke naam van deze soort is voor het eerst geldig gepubliceerd door Hempel in 1922.